# Lorenzo de Maiorano

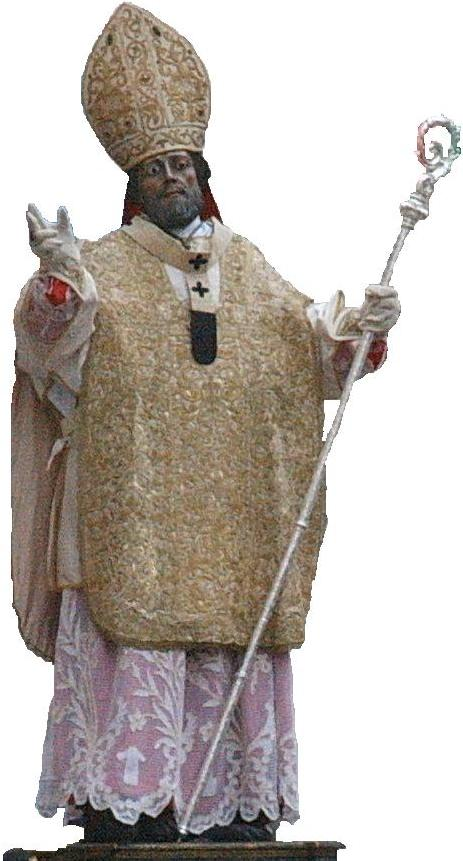
San Lorenzo Maiorano

Lorenzo Maiorano (Constantinopla – Siponto, Italia, 7 de febrero de 545) fue un obispo de Siponto, Italia, supuestamente dotado de profecía y de la capacidad de tener visiones y de realizar hechos extraordinarios. Colaboró con el Arcángel Miguel para la construcción de la Basílica después de la Aparición en el monte Gargano, Italia.
Es conocido también como Lorenzo Majoranus, Lorenzo de Siponto, “El Defensor del Pueblo”, Patrón de los extranjeros, y Patrono de la ciudad y archidiócesis de Manfredonia, y copatrono con San Felipe Neri y Nuestra Señora de Siponto, por los ciudadanos de Siponto, ya que él mismo era extranjero.

## Obispo
San Lorenzo Maiorano fue consagrado obispo de Siponto, Italia, en tiempos del Papa Gelasio I en el año 492 d. C. Lorenzo era pariente del emperador Zenón de Bizancio, o el emperador romano de Oriente, pues ambos tenían el mismo origen.
En un viaje a Constantinopla, el obispo trajo consigo reliquias de los santos Esteban y Águeda. Se cree que también trajo el ícono de Nuestra Señora de Siponto (María Santíssima di Sipoto).

## Lorenzo y el Arcángel Miguel
según el mito, en el año 493, sucedió al menos tres visitas del Arcángel Miguel al obispo Lorenzo, en Gargano. La primera, visita, el arcángel ordenó que la caverna fuera consagrada. Una segunda visita sucedió, cuando la ciudad de Siponto, era asediada por enemigos del pueblo y el obispo negoció una tregua en la cual con fe, solicita al arcángel mismo que, se le aparece una segunda ocasión y le anuncia una victoria segura y completa, asunto fue sucedió de manera contundente y estrepitosa.

Se preparó el obispo para a consagración, con ayuno y penitencia, y después junto con 7 obispos más de la región de Puglia, llegaron en procesión como clero al lugar junto con el pueblo el 29 de septiembre. Durante el evento hubo signos prodigiosos y el Arcángel Miguel, se apareció de nuevo al santo obispo anunciándole que la ceremonia de consagración no sería necesaria, ya que él mismo ya había consagrado la cueva, y lo dijo de la siguiente manera:
«Yo soy el Arcángel Miguel y estoy siempre en la presencia de Dios. La caverna es para mí sagrada, es mi decisión; yo mismo soy el vigilante custodio…ahí donde se abre la roca pueden ser perdonados los pecados del hombre… Lo que sea pedido aquí durante la oración será dado. Es por eso que la montaña y la gruta se dedican al culto cristiano».
El obispo inicialmente dudó ya que a caverna anteriormente era un lugar para cultos paganos. De esta manera la cueva sagrada permanece hasta hoy como un lugar de culto consagrado por la mano celestial, sin intervención humana por lo que ha recibido el título de “Basílica Celestial.”
La catedral de San Lorenzo de Maiorano, fue dedicada en honor al obispo de Siponto. El santoral de San Lorenzo es 7 de febrero.